# 京都府道661号峰山停車場線
京都府道661号峰山停車場線（きょうとふどう661ごう みねやまていしゃじょうせん）は、京都府京丹後市を通る、かつて存在した一般府道である。

## 概要
京丹後市峰山町杉谷から京丹後市峰山町丹波に至る。
京丹後市峰山町の表玄関である。

### 路線データ
- 起点：京丹後市峰山町杉谷（北近畿タンゴ鉄道宮津線 峰山駅前、京都府道660号峰山停車場荒山線起点）
- 終点：京丹後市峰山町丹波（桜内交差点、国道482号交点、京都府道663号掛津峰山線終点）

## 地理

### 通過していた自治体
- 京丹後市

### 交差していた道路
| 交差していた道路                  | 交差していた場所 | 交差していた場所  |
| --------------------------------- | ---------------- | ----------------- |
| 京都府道660号峰山停車場荒山線     | 峰山町杉谷       | 起点              |
| 国道482号 京都府道663号掛津峰山線 | 峰山町丹波       | 桜内交差点 / 終点 |

### 交差していた鉄道
- 北近畿タンゴ鉄道宮津線

### 沿線
- 北近畿タンゴ鉄道宮津線 峰山駅
- 峰山杉谷郵便局
- 京都府丹後文化会館
- 京都府峰山総合庁舎
- 京丹後市消防本部峰山消防署
- 京丹後市立峰山中学校
- 京都府峰山自動車学校